# 양성만
양성만(1982년 8월 18일~)은 대한민국의 배구 선수이다.

## 약력
양성만은 광주 전자공업고등학교 1학년때 배구를 시작하였다. 그는 다른 또래의 학생보다 키가 크고 왼손을 사용하는 특성 때문에 배구에 입문하게 되었던 것이다. 명지대학교에 입학하면서 팀의 주공으로 활약하였다. 당시 그와 함께 한솥밥을 먹던 선수가 센터 하경민이다.
이후 그는 원년리그를 앞두고 신인 드래프트에 참가하였지만, 동기인 하경민과 김영석이 지명을 받는 것에 비해 자신을 지명하는 구단은 아무도 없었다. 국군체육부대 입대를 고려하였지만 그마저도 이뤄지지 않자 고향으로 내려갔고, 삼촌의 권유로 해남군청 일용직으로 채용되어 배구 동호회 활동을 하였다. 동호회 에이스로 이름을 날리자 전남체육회에서 전국 체육 대회에 나가자는 제안을 받았고, 그렇게 전남체육회 소속으로 전국 체육 대회에 출전, 당시 대전 대표로 출전한 한국전력과의 경기에서 인상적인 활약을 펼쳤다. 며칠 뒤 한국전력 공정배 감독으로부터 "한전에서 같이 운동해 보자"는 제안을 받았고, 그는 한달음에 한국전력 숙소가 있는 의왕시로 달려갔다.
그렇게 한국전력에서 선수 생활을 시작하면서 그는 스윙 스피드를 높여 나갔고, 정평호와 함께 팀의 쌍포를 이루게 되었다. 그리하여 한국전력은 "좌평호, 우성만"이라는 말이 생겨날 정도로 공격력을 갖추게 되었다.
양성만은 외국인 선수를 제외하고 국내 선수 중에서 가장 많은 서브 에이스를 기록할 만큼 강한 서브를 구사하는 선수이다. 그리하여 한 차례의 트리플 크라운을 기록하기도 했으며, 2006년에 열린 양산 프로배구에서는 남자부 공격 종합과 C속공 1위를, 100득점으로 3위를 차지하기도 했다. 그의 공격력과 강한 서브 덕분에 한국전력 선수로는 유일하게 국가대표로 뽑혔다. 한국전력 배구단 선수가 국가대표로 뽑힌 것은 1990년대 이후로 신영철이 선발된 후 처음 있는 일이었다.
하지만 양성만은 NH농협 2008~2009 V-리그 초반에 부상으로 빠지게 되면서 팀이 26연패를 당하는 빌미를 제공하였지만 6라운드 신협 상무와의 경기에서 좋은 활약을 펼치며 연패를 끊는 데 기여하였고 KBS N sports에서 선정한 수훈 선수가 되었다.
2008~2009 시즌이 끝난 후 그는 팀 동료인 황설민과 함께 입대하였고, 2011년에 제대하였다. 직원 선수 신분이었던 그는 제대한 후 은퇴하고  한국전력의 직원으로 근무 하고 있었으나, 2012년 2월 V-리그 승부조작 사건에 연루되어 구속 되었다.

## 대한민국 V-리그기록
- 트리플 크라운

2006년 3월 11일: 백어택 5개, 서브 에이스 3개, 블로킹 3개 (상대팀: 인천 대한항공 점보스, 장소: 도원실내체육관)

## 참조 문서
1. ↑  (프로배구) 탈락생 설움 팡!팡! 양성만 '섬광 킬러' 《JOINS》 2008년 1월 16일 5:30 입력, 2009년 3월 19일 확인
2. ↑  <프로배구> 한전 양성만, 부상 딛고 '펄펄' 보관됨 2015-05-18 - 웨이백 머신 《연합뉴스》 2007년 1월 25일 21:24, 2009년 3월 19일 2:56 《미디어다음》에서 확인
3. ↑  양성만, 황설민 상무 입대 보관됨 2012-10-05 - 웨이백 머신수원 KEPCO 45 공지 사항 참조